# François-Marie Bigex
François-Marie Bigex (La Balme-de-Thuy, 24 settembre 1751 – Chambéry, 19 febbraio 1827) è stato un arcivescovo cattolico italiano.

## Biografia
Nato a La Balme-de-Thuy (mandamento di Thônes, provincia del Genevese) nel 1751, François-Marie Bigex compì i propri primi studi a Évian-les-Bains, trasferendosi poi al seminario di Annecy ed infine alla chiesa di Saint-Sulpice a Parigi. Nel 1782 venne creato canonico della cattedrale di Ginevra per mano del vescovo Jean-Pierre Biord Divenne quindi vicario generale della diocesi di Ginevra. Al momento dell'occupazione francese nel 1792 si trovava a Losanna.
Nel 1817 re Vittorio Emanuele I lo propose per la diocesi di Pinerolo. Dopo le dimissioni presentate da Irénée-Yves de Solle, venne infine destinato all'arcidiocesi di Chambéry nel 1824 dove rimase sino alla sua morte nel 1827. Con questa nomina, divenne uno dei restauratori del potere regio nel ducato di Savoia dopo il periodo rivoluzionario. Durante il suo episcopato, reintegrò i carmelitani in Savoia nel 1825.
Divenne membro effettivo dell'Académie de Savoie il 7 luglio 1822.

## Genealogia episcopale e successione apostolica
La genealogia episcopale è:
- Cardinale Scipione Rebiba
- Cardinale Giulio Antonio Santori
- Cardinale Girolamo Bernerio, O.P.
- Arcivescovo Galeazzo Sanvitale
- Cardinale Ludovico Ludovisi
- Cardinale Luigi Caetani
- Cardinale Ulderico Carpegna
- Cardinale Paluzzo Paluzzi Altieri degli Albertoni
- Papa Benedetto XIII
- Papa Benedetto XIV
- Papa Clemente XIII
- Cardinale Marcantonio Colonna
- Cardinale Giacinto Sigismondo Gerdil, B.
- Cardinale Paolo Giuseppe Solaro
- Arcivescovo François-Marie Bigex

La successione apostolica è:
- Vescovo Pierre-Joseph Rey (1824)
- Arcivescovo Antoine Martinet (1826)
- Cardinale Alexis Billiet (1826)